# Новое (Днепровский район)
Новое (укр. Нове) — село на территории Николаевской сельской общины Днепровского района Днепропетровской области Украины.
Код КОАТУУ — 1221482004. Население по переписи 2001 года составляло 64 человека.

## Географическое положение
Село Новое находится на расстоянии в 1,5 км от села Шевченко.
По селу протекает пересыхающий ручей с запрудой.
Рядом проходят автомобильные дороги М-04 (E 50).